# الدين في أستراليا
الدين في أستراليا كما ورد في إحصاء لعام 2011

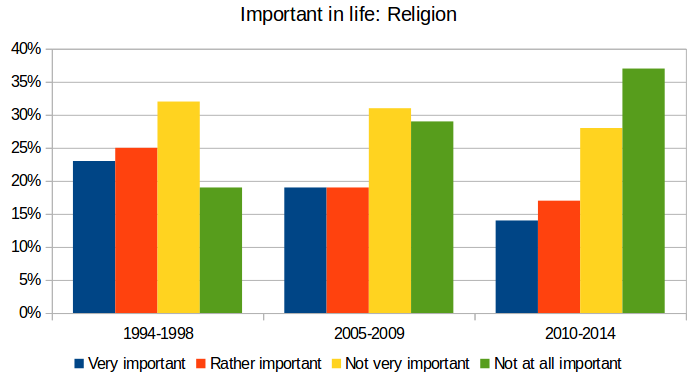
احصاء حول الدين في أستراليا

الدين في أستراليا متنوع. يمنع الفصل 116 من دستور أستراليا الصادر عام 1901 الحكومة الاتحادية من تأسيس كنيسة أو التدخل بحرية الدين. في سؤال اختياري كان في إحصاء عام 2016، صرّح 52.2% من السكان الأستراليين بأنهم يتبعون تنويعةً ما من المسيحية. تاريخيًّا كانت هذه النسبة أعلى كثيرًا، أما الآن فالمشهد الديني الأسترالي في تغير وتنوع. في عام 2016، صرّح 30.1% من الأستراليين بأنهم «بلا دين» واختار 9.6% آخرون ألا يجيبوا عن السؤال. من الأديان الأخرى: المسلمون (2.6%) والبوذيون (2.4%) والهندوس (1.9%) والسيخ (0.5%) واليهود (0.4%).
طوّر الشعب الأصلي الأسترالي روحانية الحلم الأرواحية ووُجدت بعض أقدم الأدلة على وجود الممارسات الدينية عند البشر في الأرض في سجلات أسلافه الآثارية. يحمل دين جزر توريس سترايت تشابهات مع الروحانية الميلانيزية الأوسع. انتهى الانعزال العام للدين الأسترالي الأهلي بوصول أول المستوطنين البريطانيين عام 1788، إذ أصبح بعدها معظم المهاجرين وأبنائهم مسيحيين.
ومع أن كنيسة إنكلترا كانت في موقع تفضيل في الفترة الأولى من استعمار أستراليا، فإن إطارًا قانونيًّا يضمن المساواة الدينية تطور في العقود التالية. نُقلت أعداد كبيرة من الكاثوليك الأيرلنديين إلى أستراليا بموجب نظام العدالة الجنائية البريطاني. أقام الميثوديون البريطانيون غير الملتزمون والمشيخيون والأبرشانيون والمعمدانيون كنائسهم في القرن التاسع عشر، وكذلك اللوثريون القادمون من ألمانيا.
وصلت مجموعة أخرى أصغر وأسست كنائسها أيضًا. بدأ وصول اليهود إلى أستراليا في أوائل القرن التاسع عشر. جذلت حمّيات الذهب الأسترالية العمال من الصين ومن جزر المحيط الهادئ، وعمّالًا متخصصين من الهند التي يحكمها البريطانيون، ومنهم الأفغان الذين كان معظمهم  من مسلمين.
ومع أن لأستراليا تاريخ قوي في الحكم العلماني، فإن المنظمات الدينية لعبت دورًا مهمًّا في الحياة العامة. لعبت الكنيستان البروتستانتية والكاثوليكية دورًا رئيسًا في تطوير التعليم والصحة والخدمات الرفاهية.
اليوم، يأتي ربع المسيحيين الكنيسة أسبوعيًّا، ونحو ربع طلاب المدارس يحضرون في مدارس متعلقة بالكنيسة. أعياد المسيحية في الفصح والميلاد عُطَل رسمية.

## الوضع الدستوري
يتألف الدستور الأسترالي من عدة وثائق، منها نظام ويستمنستر وقانون أستراليا 1986، ولكن لم يشر إلى الدين إلا في مكان واحد في دستور جمهورية أستراليا، الذي أقرّ عام 1900. ومما يلاحَظ أن دستور أستراليا لم يشمل إعلان حقوق، وتعرّض القانون المؤسس الأسترالي نتيجة لهذا للنقد من جهة فقدانه للحماية الصريحة لبعض الحقوق والحريات. ولكن الفصل 116 من دستور عام 1900 لجمهورية أستراليا (الدستور الأسترالي) يقضي بأنه:
ليس للحكومة أن تقرّ أي قانونٍ لتأسيس أي ديانة، أو لفرض أي تقيّد ديني، أو منع أي نشاط حر لأي دين، ولن يطلَب أي اختبار ديني للمفاضلة على أي منصب عام في الحكومة.
تقنيًّا، لا يؤثر هذا البند في سلطة الدولة لتقنين أي دين، ولا يمنع التقنين الاتحادي للأديان، إلّا تأسيس دين رسمي لأستراليا. أما عمليًّا، فتحترم الحكومة هذه الحقوق وتشارك في الممارسات الحرة العامة للدين.
في عام 1983، عرّفت المحكمة العليا الأستراليا الدين بأنه «مركب من المعتقدات والممارسات التي تدل على مجموعة قيم وفهم لمعنى الوجود». يعرف معجم مكتب الإحصاءات الأسترالي الصادر عام 2001 حالة «لا دين» بأنها فئة دينية تشمل فئات فرعية منها اللاأدرية والإلحاد والإنسانوية والعقلانية.
يحق للجنة حقوق الإنسان وتساوي الفرص التحقيق في مزاعم التمييز على أسس دينية.
في عام 1998 أشارت اللجنة إلى الحق في حرية التدين والاعتقاد في أستراليا ضد البند الثامن عشر من الميثاق العالمي للحقوق المدنية والسياسية، وصرّحت بأنه «على الرغم من الحمايات القانونية التي تطبق في مختلف المناطق، فإن كثيرًا من الأستراليين يعانون التمييز على أساس الاعتقاد الديني أو عدمه، سواءٌ أتباع الأديان السائدة أو غيرها، ومن لا قناعة دينية له».
من أمثلة رد اللجنة على هذه الآراء مشروع IsmaU، الذي يختبر التحيز ضد المسلمين منذ هجمات 11 سبتمبر 200 في أمريكا وتفجيرات بالي.

## التقاليد الأسترالية الأهلية
قبل الاستيطان البريطاني في أستراليا، كانت المعتقدات الأرواحية لشعب أستراليا الأصلي تمارَس منذ ألف عام. في حالة الشعوب الأصلية الأسترالية التي كانت على اليابسة، فقد كانت روحانيتهم تسمى الحلم، وهي تعطي أهمية كبيرة للانتماء إلى الأرض. شكّلت مجموعة القصص التي تحويها هذه الروحانية القانون والطقوس الأهلية. لم يزل الفن والقصّ والرقص الأهلي يعتمد على هذه التقاليد الروحانية. وفي حالة سكان جزر توريس سترايت الذين يسكنون الجزر التي بين أستراليا وغينيا الجديدة، فروحانيتهم وطقوسهم تعكس أصولهم الميلانيزية واعتمادهم على البحر.
للسكان الأستراليين الأصليين تراث شفهي معقد وقيم دينية تقوم على تعظيم الأرض والإيمان بـ«الحلم». الحلم هو زمن الخلق القديم، وحقيقة الحلم الآني، كلاهما في آنٍ معًا. كان في أستراليا عدد كبير من المجموعات المختلفة، لكل منها ثقافته المفردة وبنية اعتقاده ولغته. تداخلت هذه الثقافات إلى درجة أو أخرى، وتطورت مع الزمن. إن ثعبان قوس قزح روحٌ حلمية كبرى عند السكان الأصليين في عموم أستراليا. ومن أرواح الحلم الأخرى: اليوي والبونيب. أيام الاستيطان البريطاني، كانت الأديان التقليدية أرواحية وفيها عناصر من عبادة الأسلاف.
حسب إحصاء عام 2001، أقرّ 5,244 نسمة أو أقل  من 0.03 بالمئة من المستجيبين بأنهم يعتنقون أديان الشعوب الأصلية التقليدية. ترتبط المعتقدات والروحانية الأهلية حتى بين السكان الأصليين الذين يعدون أنفسهم أعضاء من الدين التقليدي المنظم، بالأرض عمومًا وببعض الأماكن التي لها دلالة خاصة. وجاء في إحصاء عام 1996 أن نحو 72 بالمئة من السكان الأصليين اعتنقوا نوعًا من المسيحية و16 بالمئة منهم كانوا بلا دين. لم يحو إحصاء عام 2001 بيانات جديدة يمكن أن يقارَن بها.

### منذ الاستيطان البريطاني
كان للثقافة الأوروبية والمسيحية أثر مهم على السكان الأصليين الأستراليين. فكان الوضع في أستراليا كما كان في كثير من الحالات الاستعمارية الأخرى، إذ سهّلت الكنائس التخلص من الدين والثقافة الأهلية الأسترالية وسهّلت أيضًا الحفاظ عليها. تطور انخراط المسيحيين في الشؤون الأهلية تطورًا كبيرًا منذ عام 1788. واعتذر كثير من الكنائس والمنظمات نحو عام 2000 عن إخفاقهم الماضي في اخترام الحضارات الأهلية والتعامل مع مظالم طرد الشعوب الأصلية.
يمثل مهرجان مجيء النور عند سكان جزر توريس سترايت اليوم الذي وصل فيه المبشرون المسيحيون إلى الجزر في الأول من يوليو عام 1871 ويومها دخلت المسيحية إلى المنطقة. وهو مهرجان مهم عند سكان هذه الجزر الذين معظمهم من المسيحيين. تعقَد الاحتفالات الدينية والثقافية في عموم جزر توريس سترايت ويابسة أستراليا.
كتب الناشط الأهلي البارز نويل بيرسون الذي تربى في إرسالية لوثرية في كيب يورك، أن الإرسالية في عموم تاريخ أستراليا الاستعماري «قدّمت ملجأ من جحيم الحياة على الحدود الأسترالية وسهلت في الوقت نفسه الاستعمار». من أبرز المسيحيين الأهليين: القسد ديفيد يونايبون، وهو أول مؤلف أهلي، والقس السير دوغلاس نيكولس، وهو رياضي وناشط وحاكم سابق لجنوب أستراليا، وموم (شرل) سميث، وهو عامل في مجتمع ريد فيرن يعمل لدعم السكان الأصليين بمساعدة راهبات الخير، والسيناتور السابق أدين ريدجواي، وهو أول مؤسس للدعوة الكاثوليكية للشعوب الأصلية. في العصر الحديث، برز مسيحيون مثل تيد كنيدي الردفيرني، ومحامي حقوق الإنسان اليسوعي فرانك برينان، والراهبات اليوسفيات، في عملهم من أجل حقوق الشعوب الأصلية وتطوير معايير المعيشة.